# Produktionssystem (Unternehmen)
Ein Produktionssystem ist
a) in der Produktionswirtschaft ein System, in dem etwas produziert wird: Ein Betrieb, eine Fabrik, ein Fertigungssegment, Werkstätten oder Fertigungslinien.
b) in der Managementlehre ein System von Strategien, Prinzipien und Methoden zur Produktion innerhalb eines Unternehmens. Beispiel ist das Toyota-Produktionssystem, das auf dem Grundgedanken der Vermeidung von Verschwendung beruht und dazu Methoden einsetzt wie kontinuierliche Verbesserungsprozesse, Kanban oder Just-in-time-Konzepte.

## Produktionswirtschaft

### Betriebe als Systeme
Dem produktionswirtschaftlichen Begriff liegt die Vorstellung zu Grunde, dass sich Betriebe als Systeme beschreiben lassen, etwa als Input/Throughput/Output-Systeme. Dabei stellt der Input Güter dar, die von außen dem System zur Transformation zur Verfügung gestellt werden (sogenannte Produktionsfaktoren: Arbeitskraft, Rohstoffe, Strom, Wärme usw.). Der Throughput ist der eigentliche Transformationsprozess, also die Veränderung der Verarbeitungsobjekte. Der Output ist die Abgabe von Objekten aus dem Produktionsprozess an die Umwelt, die entweder das Unternehmen verlassen oder weiterverarbeitet werden. Dies umfasst zum einen die Freigabe von hergestellten oder veränderten Verarbeitungsobjekten, Wärme oder erzeugten Strom, zum anderen aber auch unerwünschte Objekte, beispielsweise Abgase, Abwasser, Sondermüll oder Späne.
Laut Systemtheorie bestehen Systeme aus Untersystemen, die je nach gewählter Betrachtung ihrerseits wieder Systeme sein können, bis man bei Einheiten / Elementen ankommt, die sich nicht weiter unterteilen lassen. Man kann beispielsweise einen ganzen Betrieb als Produktionssystem betrachten oder auch nur einzelne Werke, Linien, oder Maschinen. Eine Produktiveinheit ist die kleinste mögliche Kombination aus Menschen, Material und Maschinen die noch produktiv tätig werden kann. Eine feinere Unterteilung ist aus betriebswirtschaftlicher Sicht nicht mehr sinnvoll, allerdings werden Produktiveinheiten von Ingenieuren und Arbeitswissenschaftlern noch genauer betrachtet und folglich als Arbeitssysteme bezeichnet.
Die Beziehungen und Verflechtungen eines Systems werden als Infrastruktur bezeichnet. Wenn man auf diese gewisse Auswahlkriterien anwendet, kommt man zu einem Teilsystem. So kann man beispielsweise das Materialfluss- oder Informationssystem genauer betrachten.
Eine Besonderheit des Produktionssystems eines Unternehmens liegt darin, dass es ausschließlich mit anderen Teilsystemen desselben Unternehmens interagiert, wie dem Beschaffungs-, Absatz- oder Finanzsystem. Diese wiederum sind in der Umwelt des Unternehmens aktiv – das Beschaffungssystem auf den Beschaffungsmärkten das Finanzsystem auf den Kapitalmärkten oder das Personalsystem auf dem Arbeitsmarkt. Sie führen dem Produktionssystem die benötigten Produktionsfaktoren wie Arbeitskräfte, Maschinen, Werkstoffe und Energie zu bzw. führen die Fertigprodukte ab. Die Unternehmensleitung übernimmt hierbei eine koordinierende Funktion, wobei sie von weiteren Bereichen unterstützt wird wie dem Rechnungswesen, oder dem Controlling. Das Gesamtunternehmen ist dabei noch in weitere Umwelten eingebettet, etwa der technologischen, der politisch-rechtlichen, der wirtschaftlichen, der natürlichen und der sozio-kulturellen Umwelt.

### Kapazität und Flexibilität
Zu den wichtigsten Eigenschaften von Produktionssystemen zählen Kapazität und Flexibilität. Unter Kapazität versteht man das Leistungsvermögen in einem bestimmten Zeitraum. Sie berechnet sich als Produkt aus der Anzahl der zur Verfügung stehenden Aggregate (Maschinen), der Intensität, mit der sie betrieben werden können, und der Dauer ihres Einsatzes. Flexibilität ist die Anpassungsfähigkeit an sich ändernde Bedingungen. Unter quantitativer Kapazität versteht man die produzierbare Menge, unter qualitativer Kapazität die dabei erzeugte Güte. Unter quantitativer Flexibilität versteht man die Anzahl an verschiedenen Bedingungen, an die man ein Produktionssystem anpassen kann, unter qualitativer Flexibilität die Zeit, die dafür benötigt wird. Vorhandene Kapazität und Flexibilität sollte möglichst der in Anspruch genommenen Kapazität und Flexibilität entsprechen. Ein Produktionssystem ist flexibel, wenn es rechtzeitig und zu vertretbaren Kosten auf Umweltänderungen reagieren kann. Ist die Kapazität zu niedrig, können weniger Produkte hergestellt werden, als man verkaufen könnte, im umgekehrten Falle wurde Kapazität beschafft (und bezahlt), die nicht genutzt wird. Da starre (unflexible) Maschinen zu geringeren Stückkosten führen, sollte auch die Flexibilität den Anforderungen entsprechen. Da die Produktlebenszyklen immer kürzer werden, müssen auf einer Anlage im Laufe der Zeit verschiedene Produkte gefertigt werden, was eine erhöhte Flexibilität der beschafften Anlagen nach sich zieht. Gerade eine sich schnell ändernde Umwelt erfordert besonders flexible Produktionssysteme. Bei der Flexibilität unterscheidet man
- ob
- in welchem Umfang
- wie schnell

Betriebsmittel angepasst werden können. Bei Mehrzweckmaschinen bezieht sich die Flexibilität häufig auf die Anzahl der möglichen Aufgaben, die sie übernehmen kann, bei Einzweckmaschinen ist die Kostenstruktur von Interesse, d. h., wie stark ändern sich die Kosten, wenn mehr oder weniger produziert wird.
Funktional wird die Kapazität eingeteilt in
- Anlagenkapazität
- Personalkapazität
- Beschaffungskapazität

Bei der quantitativen Kapazität wird unterschieden zwischen der Minimalkapazität, wie der Mindestleistung eines Hochofens, um diesen betreiben zu können, der Optimalkapazität, bei der die Stückkosten am niedrigsten sind, und der Maximalkapazität.

### Produktionstypen
Die in der unternehmerischen Praxis anzutreffenden, äußerst vielfältigen Produktionssysteme werden in der Literatur insbesondere nach Produktionstypen unterschieden. Je nachdem, ob es sich beispielsweise um Einzel-, Serien- oder Massenfertigung oder um Werkstatt-, Gruppen- oder Fließproduktion handelt, ergeben sich verschiedene Arten von Planungsproblemen. Die Lösung dieser Probleme und somit die möglichst effiziente Konfiguration und Steuerung von Produktionssystemen ist Aufgabe der Produktionswirtschaft.
Die vielen verschiedenen Eigenschaften von Produktionssystemen werden danach eingeteilt, ob sie Eigenschaften des Produktionsprogramms (Produkte), der Prozesse, oder die eingesetzten Produktionsfaktoren betreffen.

#### Programmbezogene Produktionstypen
Auch ausbringungsbezogene oder outputorientierte Produktionstypen genannt.
- Güterart: Hier lassen sich vor allem materielle Güter wie Maschinen, Geräte, Apparate und immaterielle unterscheiden, etwa Arbeit, Dienstleistungen, Informationen und Patente.
- Gestalt der Güter: Fließgüter haben keine geometrisch definierte Form (Bier, Kies, Mehl), oder nur in ein oder zwei Dimensionen (bei Walzwerken die Breite und Dicke der Bleche, nicht aber die Länge); Stückgüter sind geometrisch festgelegt.
- Zusammensetzung der Güter: Einteilige und mehrteilige Güter. Bei mehrteiligen Gütern sind Montageprozesse erforderlich.
- Beweglichkeit der Güter: Bewegliche oder unbewegliche Produkte wie Häuser oder Fabriken. Manche Güter sind nur während der Produktionsphase unbeweglich, nach Fertigstellung aber beweglich (große Schiffe oder Flugzeuge). In beiden Fällen ist es nötig, dass alle Arbeitskräfte, Materialien und Werkzeuge zu Baustelle gebracht werden und nicht die wie sonst oft üblich die zu bearbeitenden Werkstücke zu den Arbeitsstellen.
- Anzahl der verschiedenen Erzeugnisarten: Bei der Einproduktproduktion wird nur ein einziges Gut angeboten und meist in sehr hohen Stückzahlen hergestellt. Bei der Mehrproduktproduktion werden mindestens zwei unterschiedliche Produkte angeboten.
- Auflagengröße: → Hauptartikel: Fertigungstyp. Anzahl der hergestellten Produkte. Es wird unterschieden zwischen Massen-, Sorten-, Serien- und Einzelproduktion.
  - Einzelproduktion: Jedes Produkt wird einmalig für einen bestimmten Kunden gefertigt. Beispiele sind Maßschneider, Hersteller von Spezialmaschinen, der Anlagenbau oder Werften.
  - Serienproduktion: Mehrere identische Produkte werden hergestellt, bevor die Anlagen auf einen anderen, meist relativ verschiedenen Produkttyp umgestellt werden.
  - Sortenproduktion: Sie bildet den Übergang zur Massenproduktion. Auf den Maschinen und Anlagen werden sehr viele gleiche Produkte hergestellt, bevor sie umgerüstet werden auf Produkte, die eine große Ähnlichkeit aufweisen.
  - Massenproduktion: Hier wird nur ein einziges Produkt in sehr großen Mengen gefertigt.
- Beziehung der Produktion zum Absatzmarkt: (Auftragstyp) Die Produktion kann entweder auf Lager für einen anonymen Massenmarkt geschehen oder ausgelöst durch Bestellungen von Kunden. Häufig sind auch Mischungen aus beiden Varianten, z. B. anonyme Fertigung der Einzelteile, aber kundenindividuelle Montage, falls sich aus gleichen Einzelteilen verschiedene Endprodukte fertigen lassen (Baukastenprinzip). Dies ist etwa in der Automobilfertigung häufig der Fall.
- Sachzielbezug der Produkte: Hier lassen sich Hauptprodukte und Nebenprodukte unterscheiden. In gewisser Weise gibt es bei jedem Produktionsprozess Nebenprodukte wie Abgas, Wärme oder Verschnitt.
- Erwünschtheit der Nebenprodukte: Bei der Schlachtung eines Huhns entsteht z. B. ein Suppenhuhn als Hauptprodukt sowie Federn als erwünschtes Nebenprodukt (als Kissenfüllung) und unverwertbare Schlachtreste als unerwünschtes Nebenprodukt.

#### Prozessbezogene Produktionstypen
Auch Throughput-bezogene Produktionstypen genannt.
- Organisationstypen: Hier lassen sich grob Werkstatt-, Gruppen- und Fließproduktion unterscheiden. Für eine genauere Betrachtung siehe Fertigungstyp
  - Werkstattproduktion: Bei der Werkstattproduktion werden Maschinen gleicher Art in Werkstätten zusammengefasst (Dreherei, Fräserei, Lackierabteilung). Die Produkte werden zwischen den Werkstätten weitergereicht, bis sie fertig bearbeitet wurden. Von Vorteil ist hierbei die große Flexibilität: Das eine Produkt kann z. B. zuerst gedreht und dann gefräst werden, ein anderes zuerst gefräst und danach gedreht.
  - Gruppenproduktion: In verschiedenen Bedeutungsnuancen auch Insel-, Zentren- oder Gruppenproduktion. Eine handelt sich um eine Mischung aus Fließ- und Werkstattproduktion.
  - Fließfertigung: Hier sind die Maschinen in einer festen Reihenfolge angeordnet und die Produkte werden durch Fördereinrichtungen zwischen den Maschinen weitergereicht. Die Fließproduktion ermöglicht hohe Stückzahlen bei geringer Flexibilität.
- Form des Materialflusses: Auch Produktionsstrukturtyp oder Vergenztyp. Beschreibt, ob aus einem Rohteil mehrere Endprodukte gefertigt werden (analytischer Materialfluss), aus mehreren Rohteilen ein Endprodukt wird (synthetisch) oder aus mehreren Rohteilen mehrere Endprodukte werden (umgruppierend).
- Kontinuität des Materialflusses: Hier wird zwischen kontinuierlichen Prozessen, die ununterbrochen laufen, unterschieden – chemische Produktion mit Rohrleitungen, Walzwerk – und solchen, die unterbrochen werden müssen, wie dies bei Stückgütern notwendigerweise der Fall ist.
- Ortsbindung der Produkte: Hier lässt sich die Baustellenproduktion – für unbewegliche Produkte – als ortsfeste Produktion abgrenzen gegenüber der üblichen örtlich nicht gebundenen Produktion.
- Anzahl der Arbeitsgänge: Einstufige, mehrstufige bzw. zyklische Produktion. Bei einstufiger Produktion ist nur ein einziger Arbeitsgang erforderlich, bei mehrstufiger mehrere. Ein Spezialfall ist die zyklische Produktion, bei der Produkte des Unternehmens (Output) auch gleichzeitig für deren Produktion verwendet werden (Input). Beispiele sind ein Kraftwerk, das selbst erzeugte elektrische Energie zum Betrieb der eigenen Computer nutzt, ein Hersteller von Maschinen, der mit seinen eigenen Anlagen produziert, oder ein Bauer, der einen Teil der Ernte als Saatgut aufbewahrt.
- Veränderbarkeit der Arbeitsgangfolge: Manche Produkte müssen nach einer bestimmten (technisch) fest vorgegebenen Reihenfolge bearbeitet werden, bei anderen kann die Abfolge der Arbeitsgänge variieren.

#### Einsatzbezogene Produktionstypen
Auch Input-bezogene Produktionstypen genannt. Sie unterscheiden Merkmale von Produktionssystemen, die sich auf die Produktionsfaktoren beziehen.
- Anteil der Einsatzgüterarten: Hier wird unterschieden zwischen arbeitsintensiver Fertigung sowie anlagen-, material-, informations- und kapitalintensiver Produktion.
- Konstanz der Güterproduktion: Insbesondere bei der Verarbeitung natürlich vorkommender Materialien kommt es zu Qualitätsschwankungen (z. B. Weine, Lederwaren).
- Sachzielbezug des Inputs: Üblicherweise werden für die Produktion Güter verwendet und verbraucht, die einen positiven Wert haben. Es gibt allerdings sehr spezielle Produktionssysteme, deren Aufgabe darin besteht, Objekte mit negativem Wert (wie etwa Sondermüll) zu beseitigen. Hier spricht man von sogenannten Redukten, die beseitigt werden sollen – analog zu Produkten, die erzeugt werden sollen.

## Managementkonzept
Einzelne Unternehmen haben eigene Produktionssysteme entwickelt, in denen sie die generellen Prinzipien, Standards, Methoden und Werkzeuge beschreiben, die für die Organisation und die Arbeits- und Produktionsweise in ihrem Unternehmen weltweit gelten. Das bekannteste dieser Produktionssysteme ist das Toyota-Produktionssystem (TPS). Inzwischen haben viele Unternehmen, vor allem im Bereich der Automobilindustrie, ihre eigenen Produktionssysteme entwickelt, die überwiegend auf den Prinzipien aufbauen, die von Toyota entwickelt wurden. Viele der Prinzipien, Methoden und Werkzeuge, die Toyota zuerst eingeführt hat, liegen auch dem Lean Management zugrunde.